# Gagrellissa jacobsoni
Gagrellissa jacobsoni is een hooiwagen uit de familie Sclerosomatidae.